# 志賀島

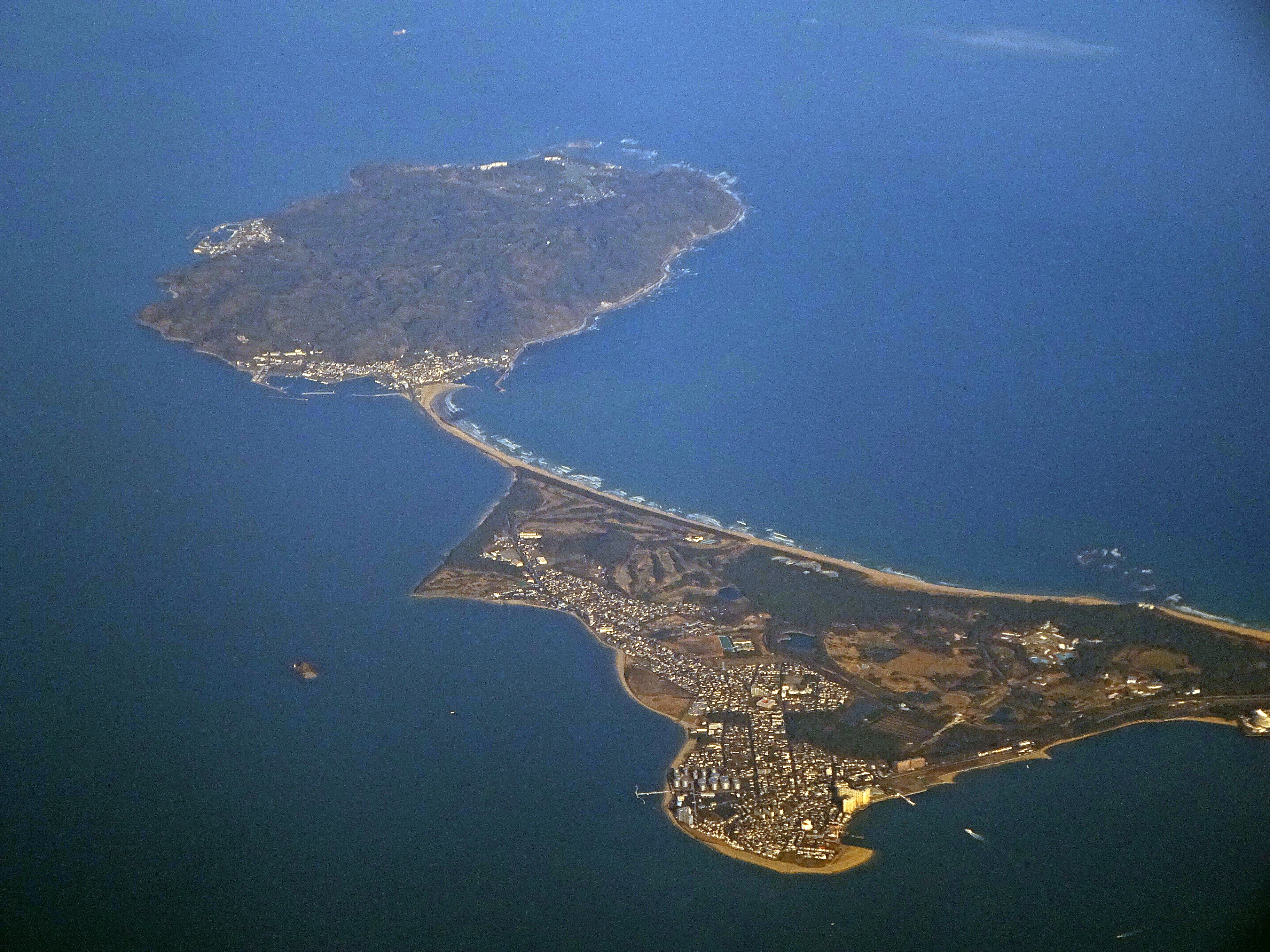
志賀島および海の中道（手前）を空撮（2021年）

志賀島（しかのしま）は、福岡県福岡市東区に所属する島（半島）である。博多湾の北部に位置し、海の中道と陸続きである。
古代日本（九州）の大陸・半島への海上交易の出発点として、歴史的に重要な位置を占めていた。また島内にある志賀海神社は綿津見三神を祀り、全国の綿津見神社の総本宮であり、4月と11月の例祭において「君が代」の神楽が奉納される全国的にも珍しい神社である。

## 地理
砂州により本土（九州）と陸続きになった陸繋島。全国的にも非常に珍しい。規模は小さいが半島の定義を満たしている。
島の南部と西部は博多湾に接し、北部と東部は玄界灘に接する。北部から東部にかけての沿岸は岩場がある。北西部の60mほど沖合いには沖津島という小島があり陸繋島となっている。
島には3つの集落がある。海の中道から志賀島に入る道のある南東部にあるのが志賀（しか）、西部にあるのが弘（ひろ）、北部にあるのが勝馬（かつま）である。また、志賀と弘にはそれぞれ志賀島漁港（第2種）弘漁港（第1種）という漁港がある。勝馬に漁港はないが、田畑が広く、農業が営まれている。温暖な気候を活かした果樹やイチゴの栽培が多い。住所表記は南部と東部が志賀島（読みは島自体の「しかのしま」と異なり「しかしま」。郵便番号811-0323）、北部と中央部が勝馬（郵便番号811-0325）。西部が弘（郵便番号811-0324）。

## 歴史
- 日本書紀や古事記に綿津見神の祭主・阿曇氏についての記述が見られる。
- 筑前国風土記逸文に神功皇后の三韓征伐の際に立ち寄ったとの記述が見られる[3]。これには古代の半島・大陸との海上交通における志賀島の泊地としての役割が反映されていると考えられる。地名説話として、志賀島が「打昇浜」（うちあげのはま、海ノ中道）と連なりほとんど同じ所といってよいということから、「近島」とよんだものがなまって「資珂島」となったのだと伝えている。
- 万葉集において、柿本人麻呂の「大君の遠の朝廷とあり通ふ　島門を見れば神代し思ほゆ」と詠まれる。“島門”とは博多湾への入口に位置する志賀島と能古島を門に見立てた謂い。万葉集で志賀島を歌ったものは、全部で16首になる。[4]
- 1274年（文永11年）、文永の役にて撤退する際に座礁した蒙古兵が志賀島で捕虜となり、うち220人ほどが首切塚（蒙古塚）で斬首されたとされる。
- 1281年（弘安4年）、弘安の役では 志賀島の戦いの舞台となる。博多湾に現れた元軍は、石築地（元寇防塁）からの上陸を避け、陸繋島である志賀島を占領し軍の停泊地とした。これに対して、日本軍は海上と海の中道の陸路から元軍に総攻撃を行った。この志賀島の戦いで日本軍は大勝し、元軍は志賀島を放棄して壱岐島へと後退した。島内に残る火炎塚のある場所では高野山の僧侶によって敵軍退散の祈祷がおこなわれた。
- 1784年（天明4年）、甚兵衛という志賀島の農民が田んぼを耕している最中に金印（漢委奴国王印）を偶然発見。
- 1889年（明治22年）、町村制施行にともない、島内全域と対岸の海の中道の西端部を行政区域とする糟屋郡志賀村が発足。
- 1930年（昭和5年）、海の中道の西戸崎との志賀島橋開通。それまでは潮が引いた時のみ陸続きとなる状態であったが、開通後橋脚に砂が溜まりはじめ九州本土と完全に陸続きになった。
- 1953年（昭和28年）4月、志賀村が糟屋郡志賀町として町制施行。
- 1971年（昭和46年）4月、志賀町が福岡市に編入され、島内全域が福岡市に属する。
- 1972年（昭和47年）、市外局番を09296から092（600番台）に変更。同年4月、福岡市の政令指定都市化により東区の一部となる。
- 2005年（平成17年）3月20日午前10時53分頃、福岡市北西約40キロ沖を震源とするマグニチュード7の福岡県西方沖地震が発生。震源に近い志賀島では住宅や神社仏閣などの損壊が発生し、また島を周回する県道志賀島循環線が崖崩れや道路の亀裂により通行止めとなった。
- 2006年（平成18年）10月18日、西方沖地震以来不通となっていた、福岡県道542号志賀島循環線勝馬・志賀間（北岸）が復旧。島の周回道路は全線通行可能になった。

## 観光

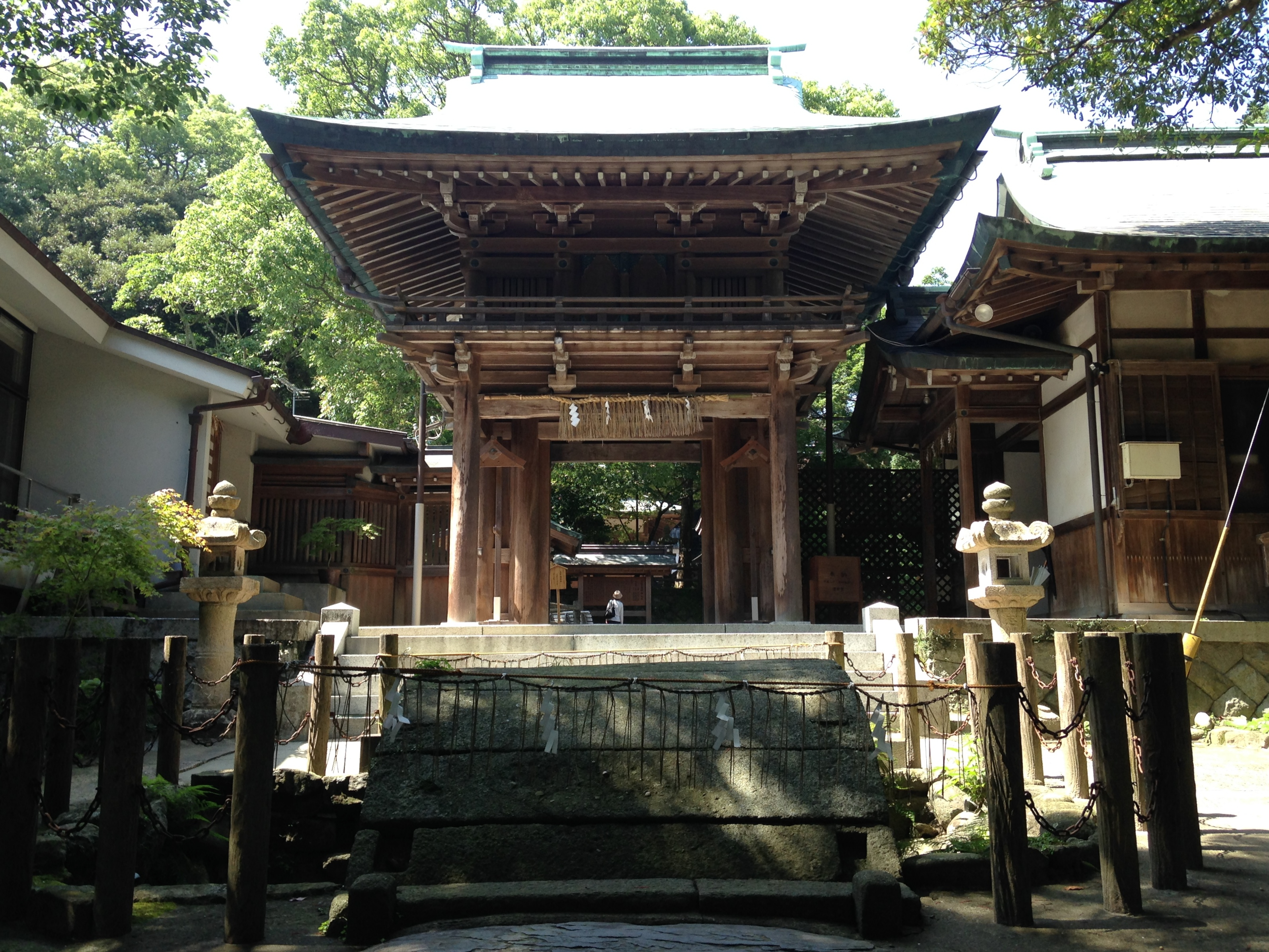
志賀海神社
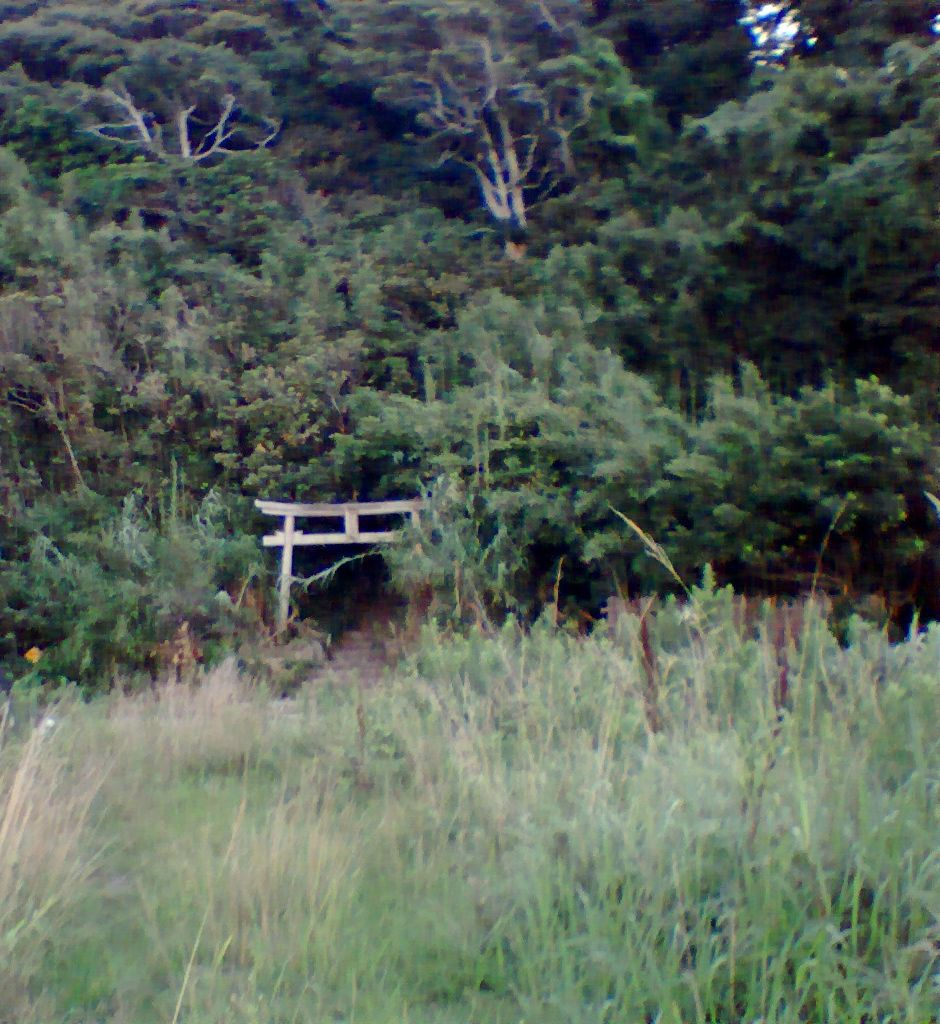
島には豊富な自然が息衝く

- 潮見展望台
- 二見岩
- 金印公園
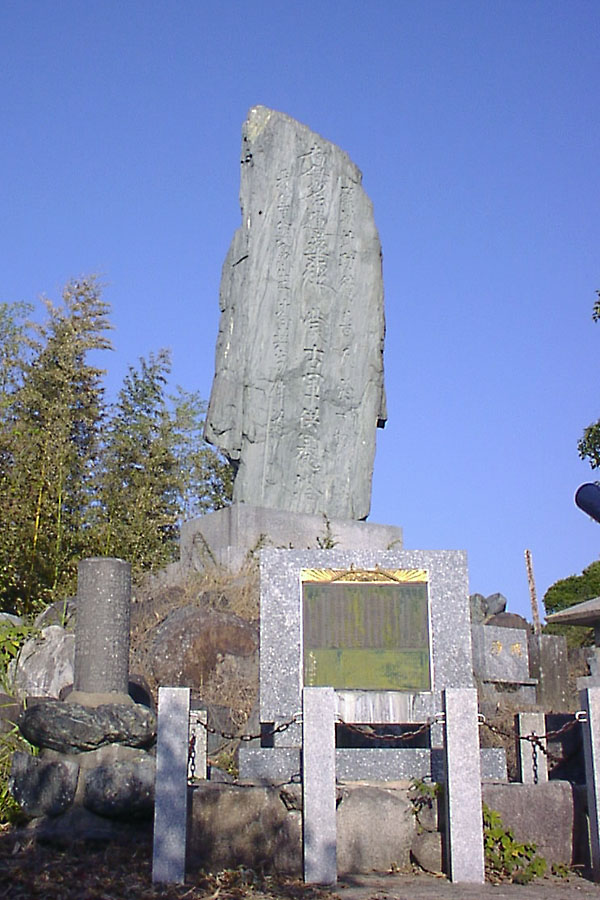
蒙古塚
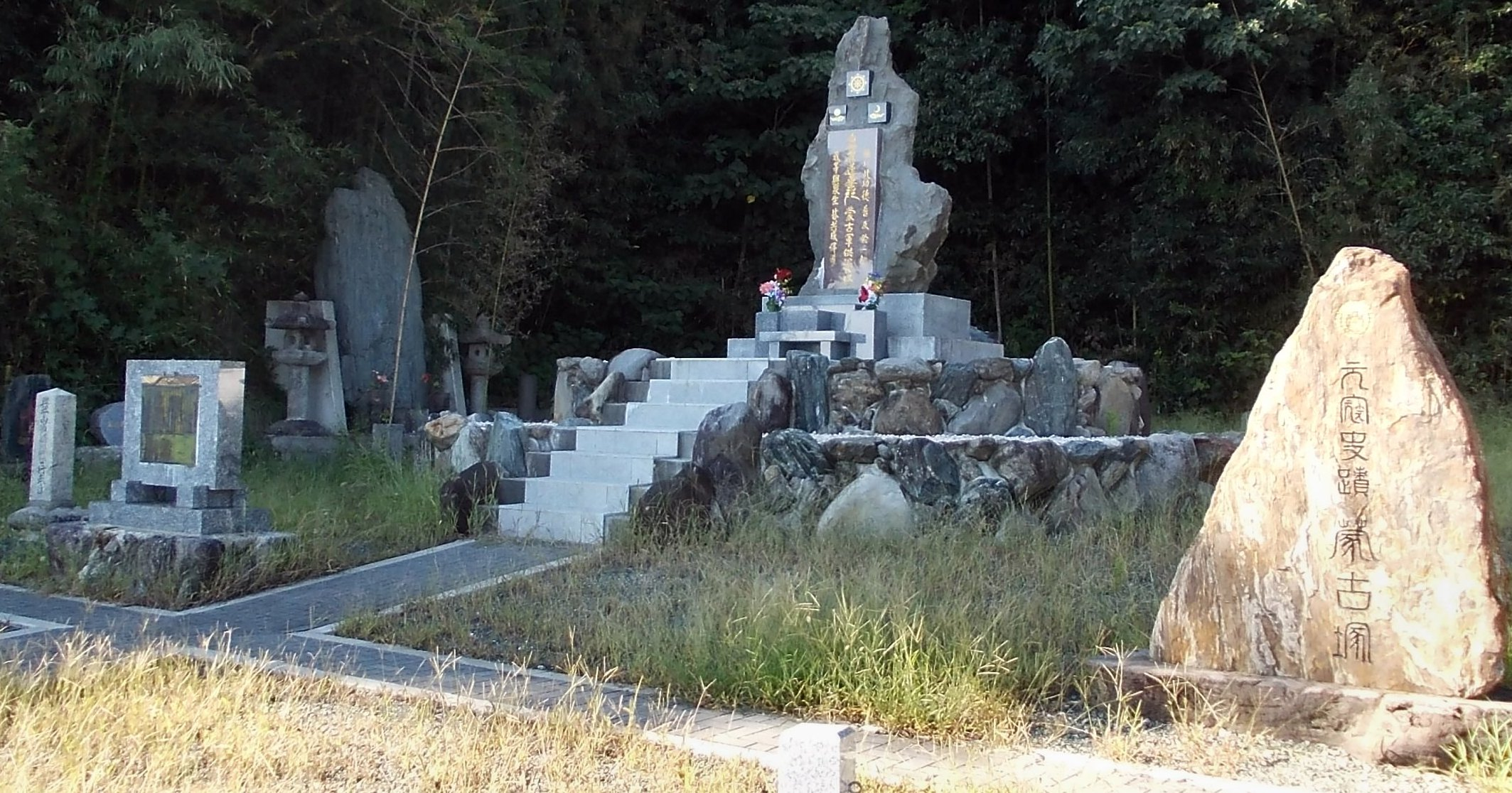
蒙古軍供養塔
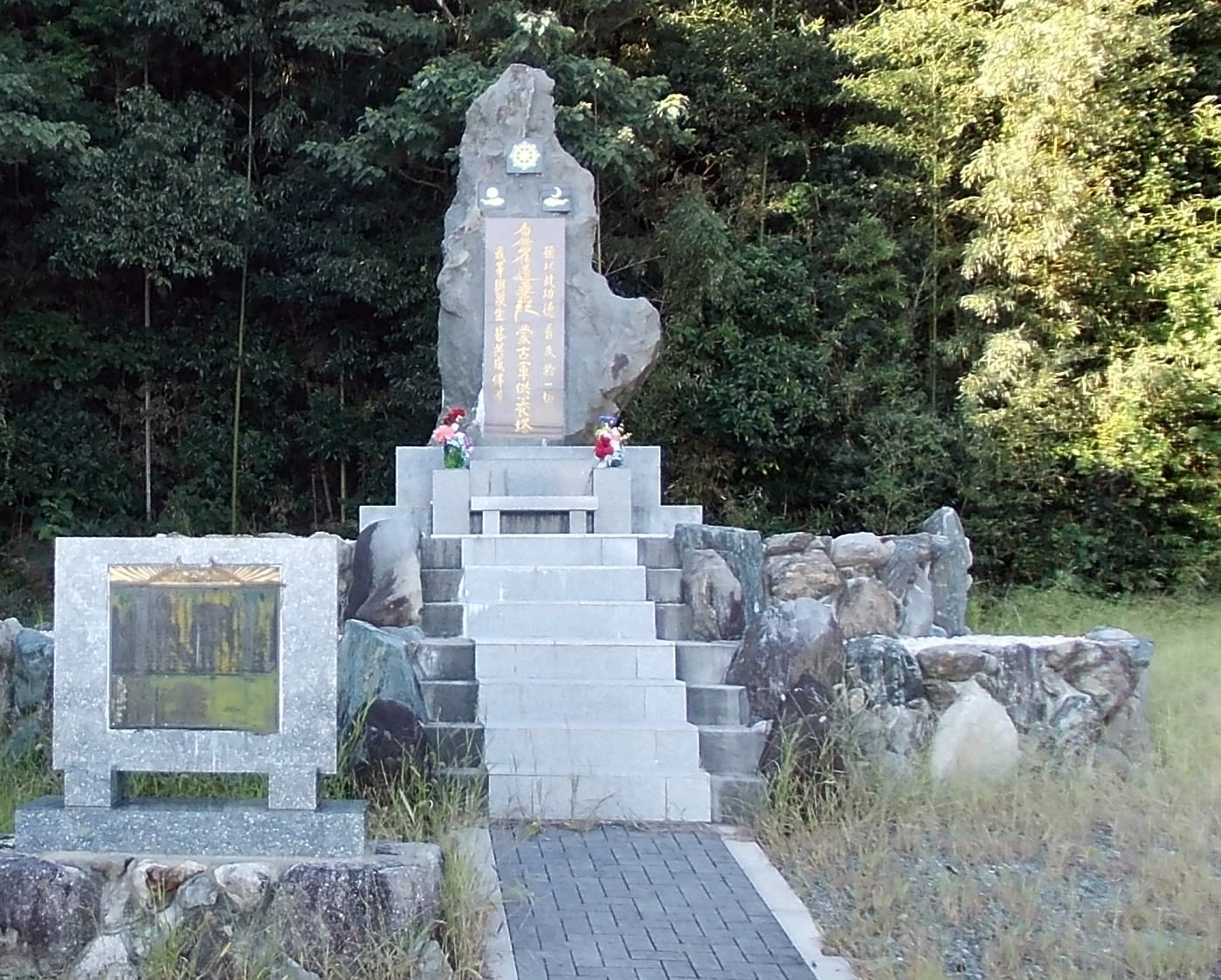
蒙古軍供養塔
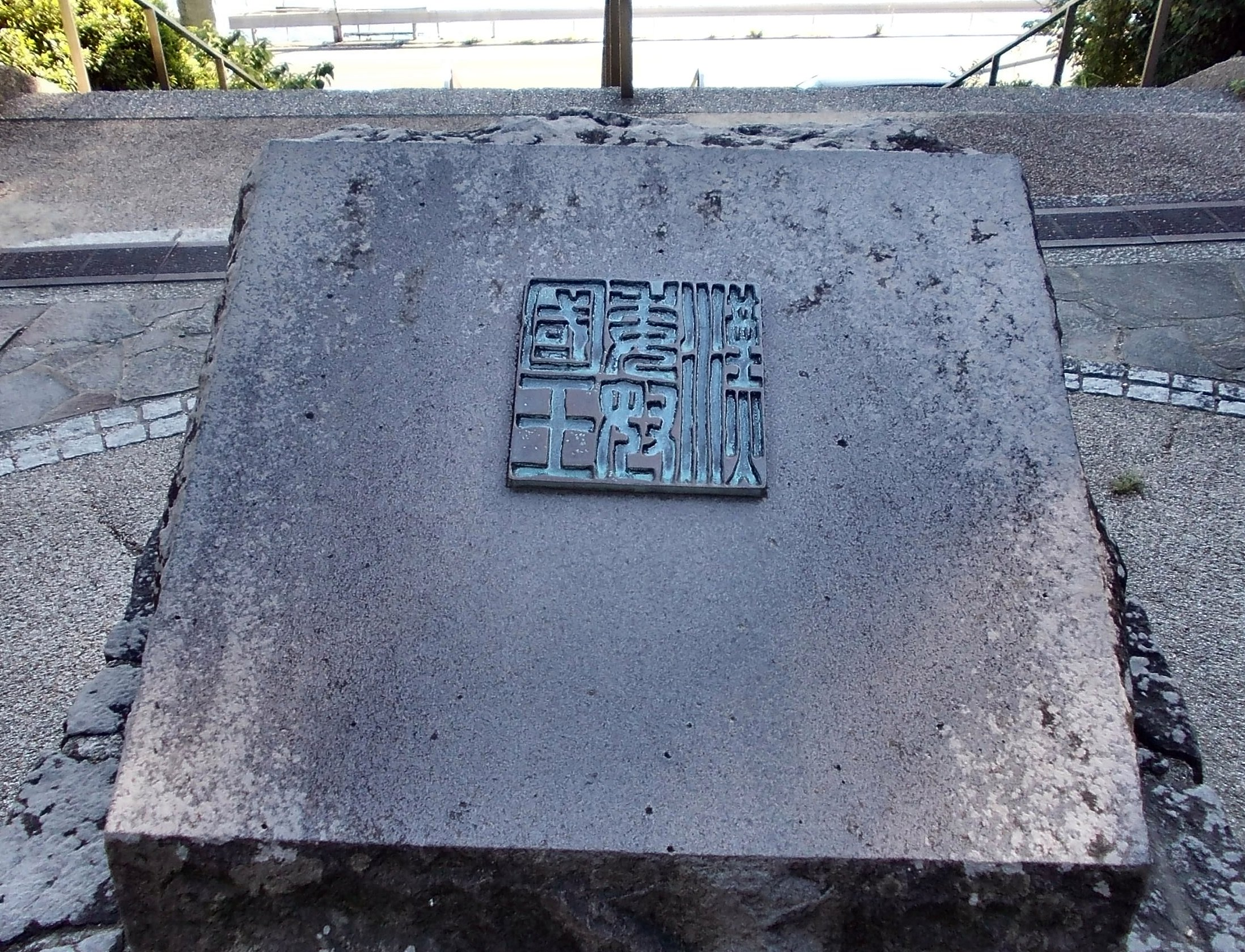
金印公園の漢委奴国王印
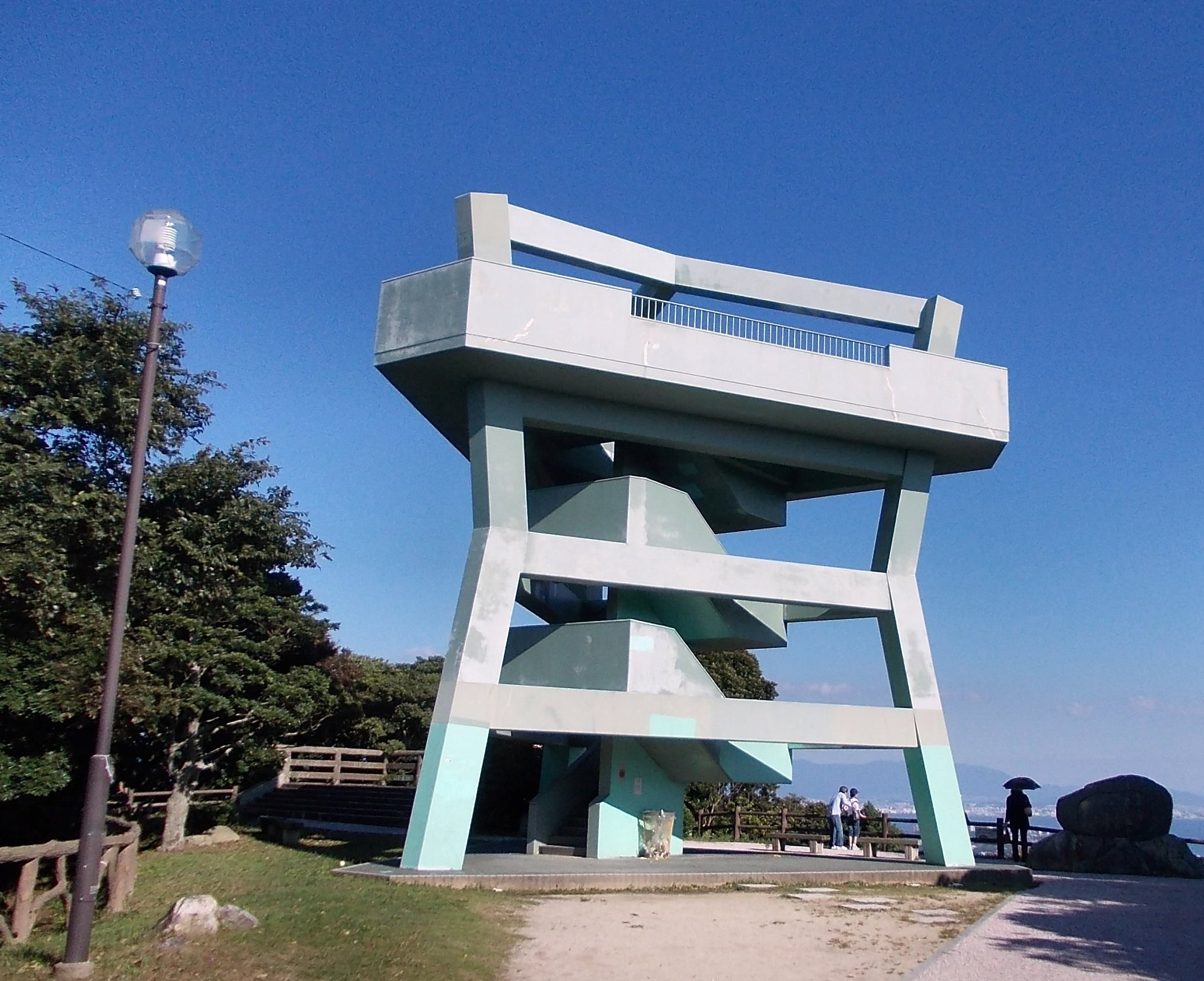
潮見展望台
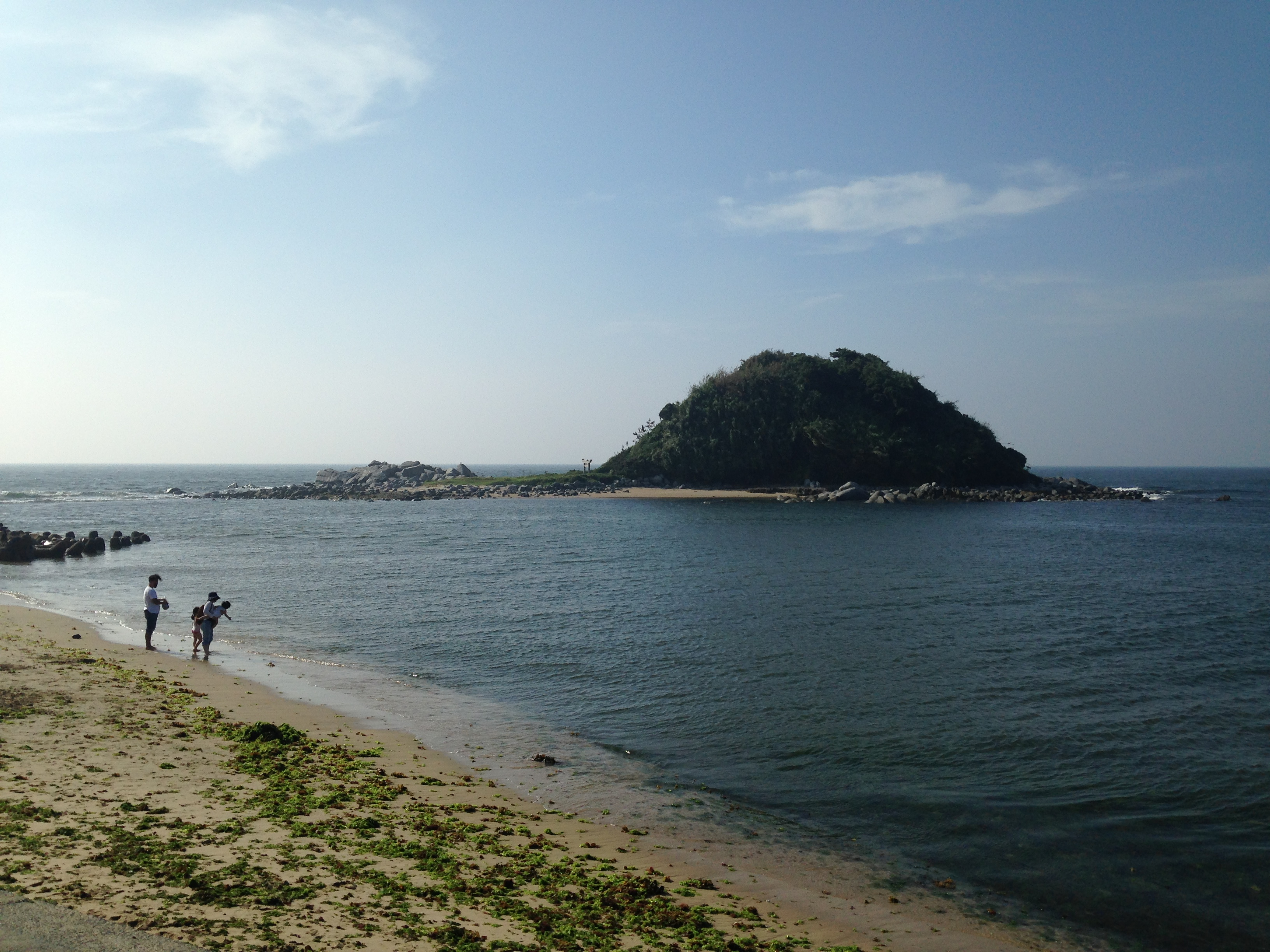
北西部の沖合いにある沖津島
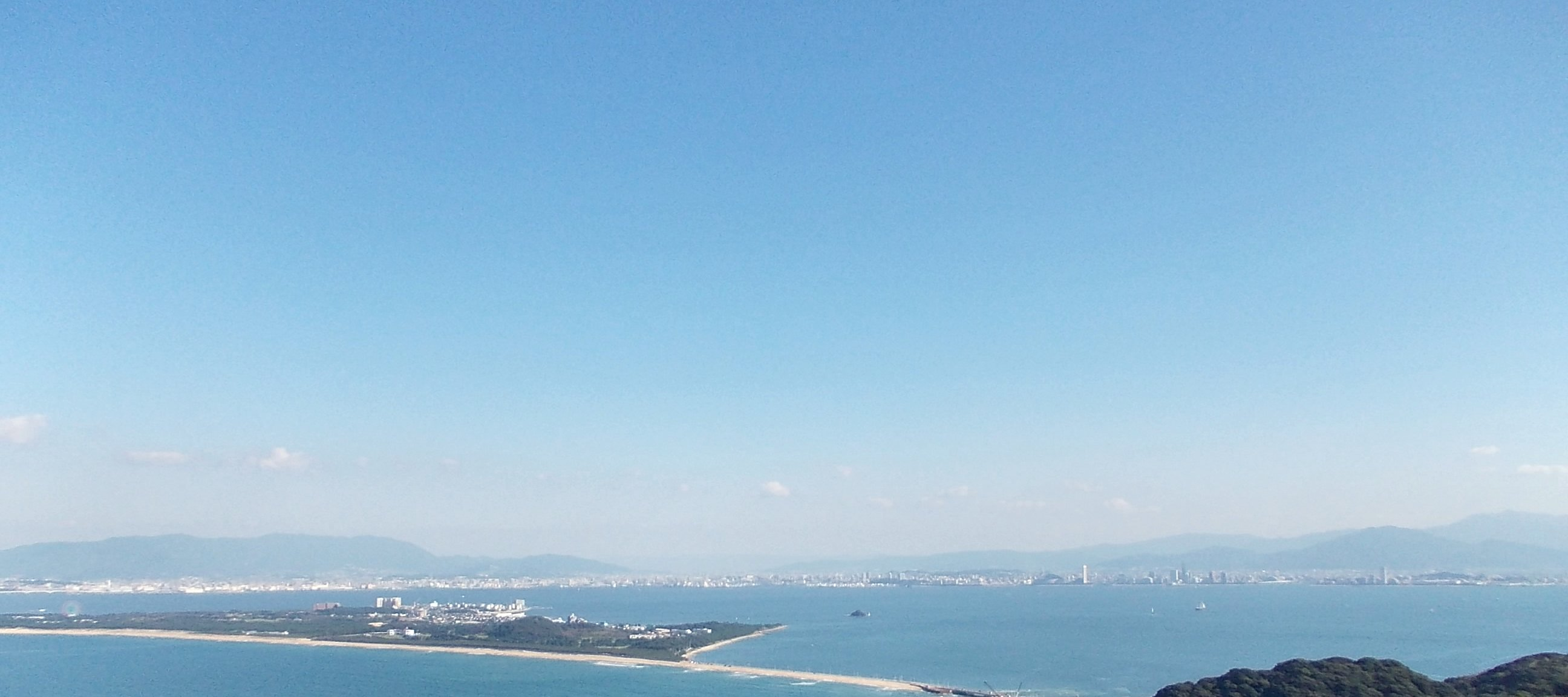
博多湾全景、潮見展望台から
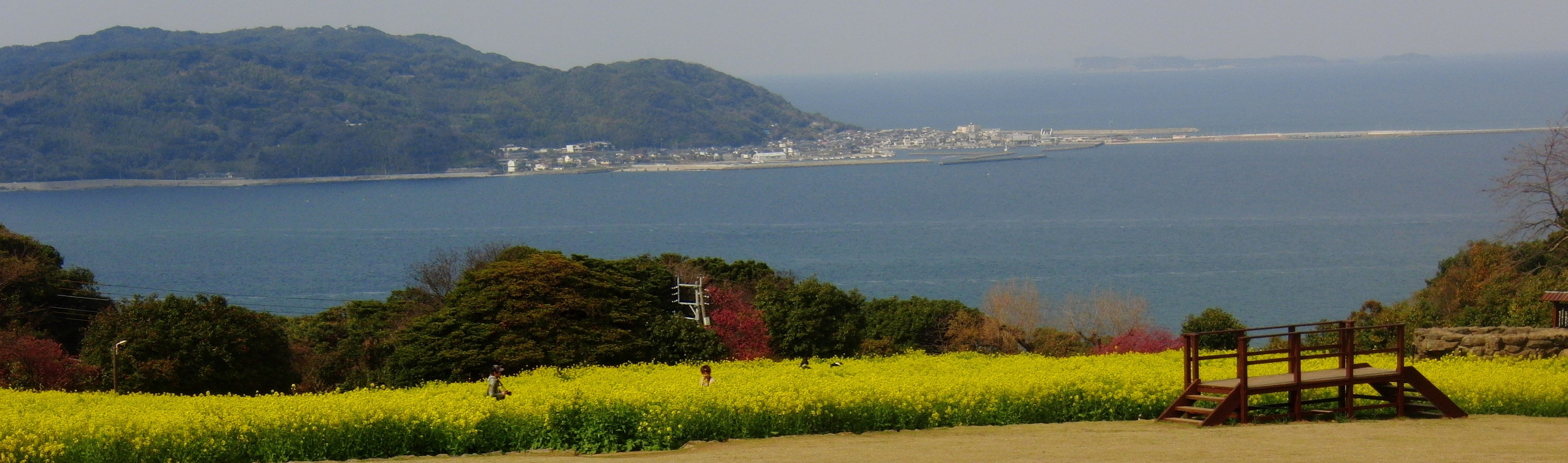
志賀島と海の中道（能古島からの眺め）
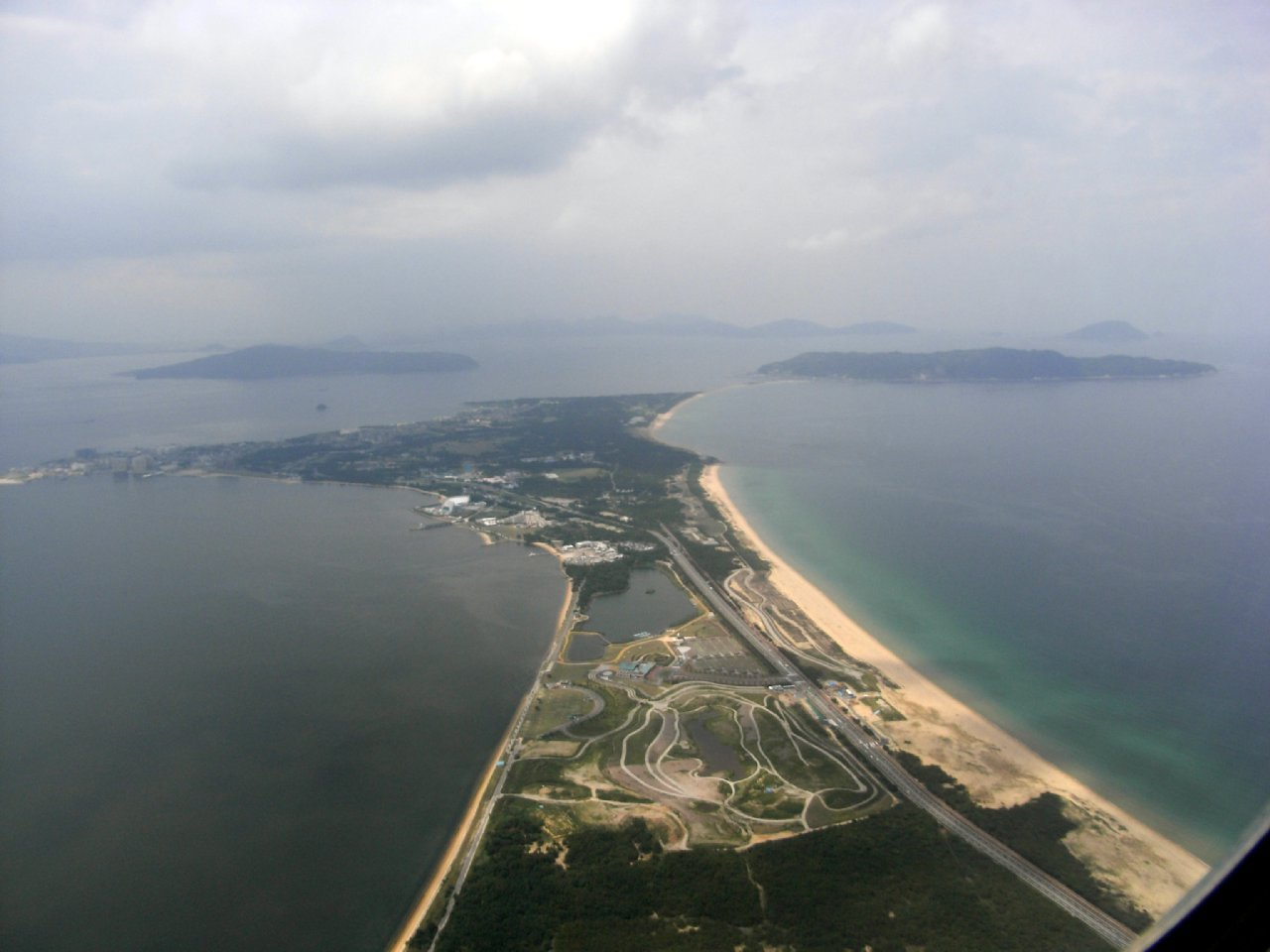
海ノ中道上空からの志賀島（右）。他に能古島（左）と玄界島（右奥）も見える。

- 火焔塚
- 休暇村志賀島
- 勝馬海水浴場
- 白瀬（ダイビングスポット）
- 黒瀬（ダイビングスポット）
- 赤瀬（ダイビングスポット）

- 志賀海神社
- 島には豊富な自然が息衝く
- 蒙古塚
- 蒙古軍供養塔
- 蒙古軍供養塔
- 金印公園の漢委奴国王印
- 潮見展望台
- 北西部の沖合いにある沖津島
- 博多湾全景、潮見展望台から
- 志賀島と海の中道（能古島からの眺め）
- 海ノ中道上空からの志賀島（右）。他に能古島（左）と玄界島（右奥）も見える。

## 交通

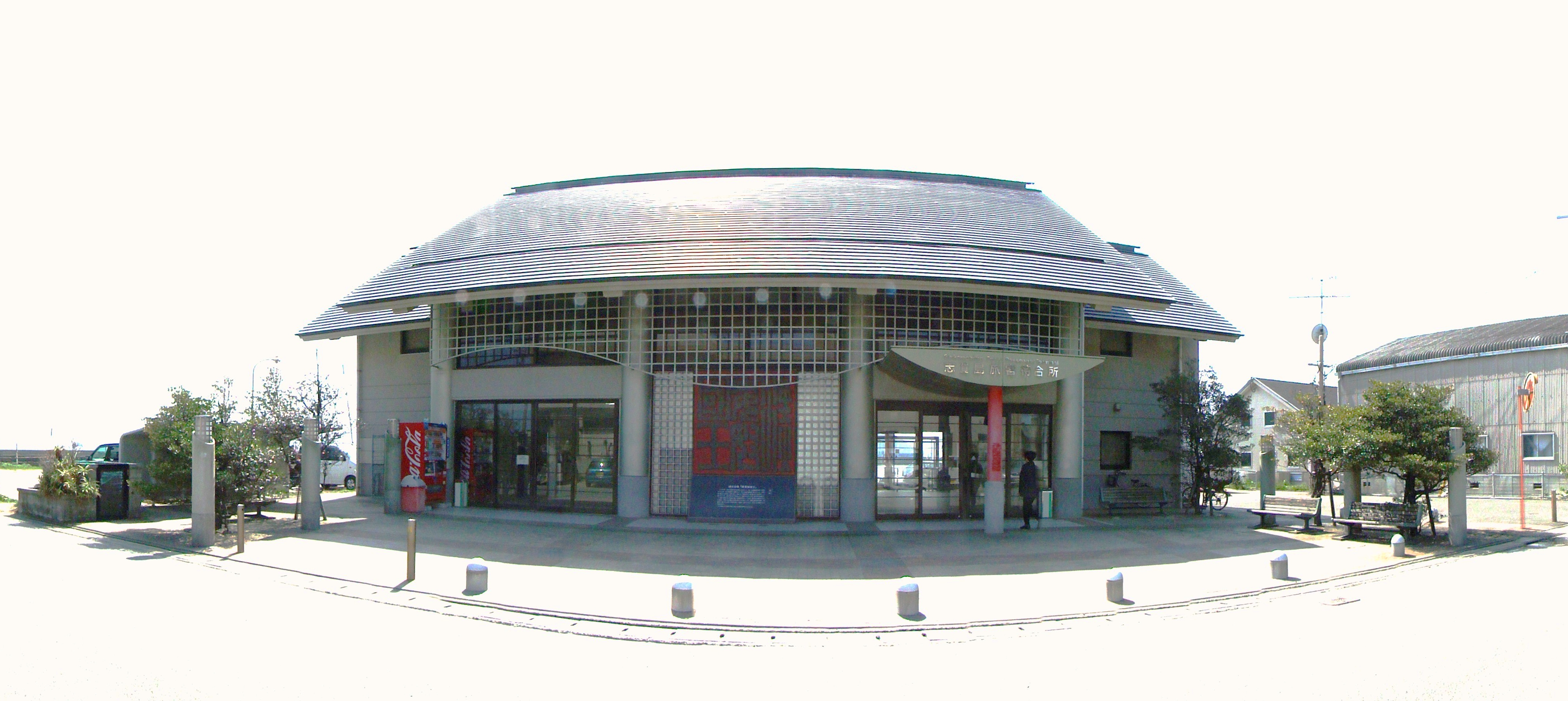
志賀島旅客待合所

和白方面から福岡県道59号志賀島和白線が続いている。島を一周する福岡県道542号志賀島循環線は、福岡県西方沖地震の際、崖崩れが起こり、道路が寸断された。しばらくの間、勝馬・志賀間の通行ができなかったが、2006年10月18日に復旧した。また2002年10月に海の中道の雁ノ巣地区とその南に位置するアイランドシティとが海の中道大橋でつながり、福岡市中心部との道路距離が大幅に縮まった。
福岡市中心部（天神）から西鉄バスの路線バスが運行しており、また西戸崎駅からバスに乗り換える手段もある。天神からの路線バスは志賀地区まで運行される。西戸崎駅からは志賀地区を通り弘・勝馬地区まで運行されている。
博多埠頭より志賀地区まで福岡市営渡船が運航される。

## 出身有名人
- 大溝清人 -  バッドボーイズ（芸人）
- 与田祐希 - タレント、女優[5][6]
- さユり - シンガーソングライター[7][8]

## 志賀島を舞台にした作品
小説
- 『志賀島』 - 岡松和夫の芥川賞受賞作。

ドキュメンタリー
- ＮＨＫ短編映画　都市シリーズ　福岡（1956年） -NHK名作選（動画・静止画） NHKアーカイブス

## その他
小惑星(4890) Shikanosimaは志賀島に因んで命名された。